# Noordbrabantsche Bank
De Noordbrabantsche Bank was een Nederlandse bank.
De bank werd opgericht in 1883 met een kapitaal van 400.000 gulden. Het hoofdkantoor was gevestigd in 's-Hertogenbosch en in de loop van de tijd werden agentschappen in Breda, Eindhoven Maastricht, Helmond en Rotterdam gevestigd. Het kapitaal werd gaandeweg uitgebreid tot ruim 2 miljoen gulden. Er werden goede resultaten geboekt en op de incourante markt werden de aandelen tegen koersen net boven de 100% verhandeld.
Eind december 1900 staakte de bank echter onverwacht de betalingen en werd surseance van betaling aangevraagd. die op 24 mei definitief werd verleend. Vervolgens stelde de accountant Barend Moret een onderzoek in dat in februari 1902 resulteerde in een vernietigend rapport. Hieruit bleek onder andere dat de administratie nooit op orde was geweest, de commissarissen geen controle uitoefenden, de op de incourante markt aangeboden aandelen door de bank zelf waren opgekocht en over het jaar 1900 een verlies van twee miljoen gulden was geleden. Een faillissement was onontkoombaar en dit werd in juli 1902 uitgesproken. De afwikkeling duurde echter tot oktober 1914 toen de slotuitdeling werd uitgekeerd.